# Ilztal
Ilztal osztrák község Stájerország Weizi járásában. 2018 januárjában 2148 lakosa volt. 

## Elhelyezkedése

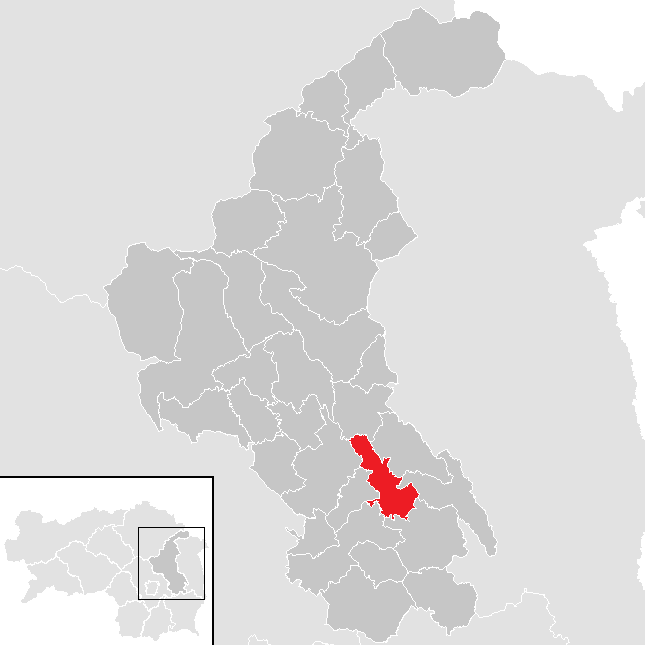
Ilztal a Weizi járásban

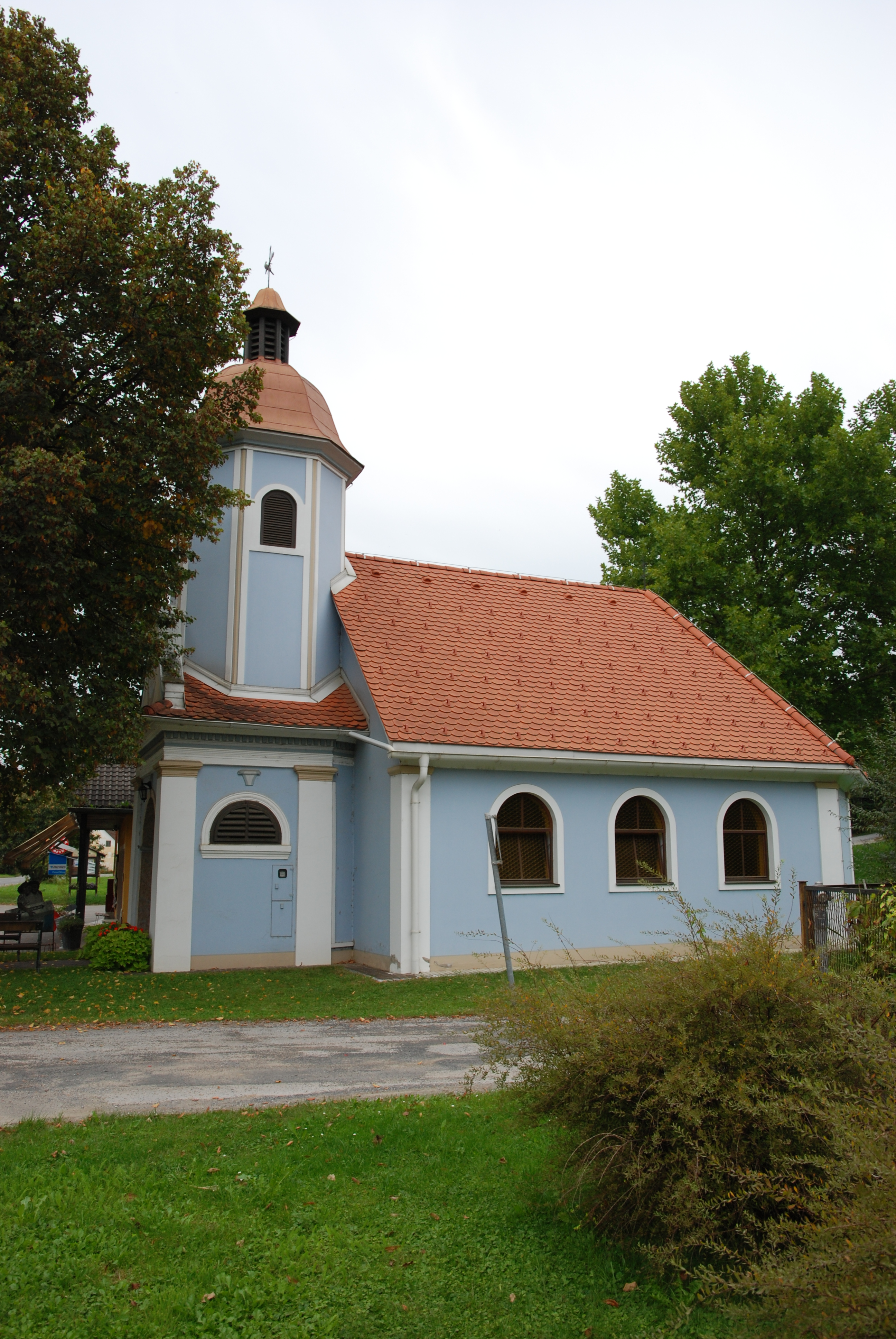
Neudorf kápolnája

Ilztal a Kelet-stájerországi dombságon fekszik, az Ilz és a Kalchbachl folyók találkozásánál, kb. 20 km-re keletre Graztól. Az önkormányzat 7 települést egyesít: Großpesendorf (145 lakos 2018-ban), Neudorf (442), Nitschaberg (141), Prebensdorf (720), Preßguts (303), Schirnitz (80) és Wolfgruben bei Gleisdorf (317).
A környező önkormányzatok: északra Puch bei Weiz, északkeletre Pischelsdorf am Kulm, keleten Gersdorf an der Feistritz, délkeleten Sinabelkirchen, délnyugaton Gleisdorf, nyugaton Albersdorf-Prebuch, északnyugaton Sankt Ruprecht an der Raab.

## Története
Már a római időkben is állt egy település a mai önkormányzat területén. A falvakat az évszázadok során számos csapás érte. A pestis először 1349-ben pusztított a vidéken. 1643 és 1714 között újabb járványok dúltak; ezekre emlékeznek az ún. pestiskeresztek, amelyeket feltehetően a tömegsírok helyén emeltek. 1782-ben sáskák pusztíották el a termést, 1842-ben pedig Prebensdorf majdnem teljesen leégett, csak három ház maradt épen. 
Az önkormányzat 1968-ban jött létre, amikor az addig önálló Großpesendorf, Prebensdorf és Wolfgruben bei Gleisdorf községeket egyesítették. A 2015-ös stájerországi közigazgatási reform során Preßguts községet csatolták Ilztalhoz.

## Lakosság
Az ilztali önkormányzat területén 2018 januárjában 2148 fő élt. A lakosságszám 1971 óta 2000-2100 körül mozog. 2015-ben a helybeliek 98%-a volt osztrák állampolgár; a külföldiek közül 0,6% a régi (2004 előtti), 1% az új EU-tagállamokból érkezett. 2001-ben a lakosok 95,2%-a római katolikusnak, 2,7% pedig felekezeten kívülinek vallotta magát. Ugyanekkor 5 magyar élt a községben.  

## Látnivalók
- Neudorf kápolnája
- a wolfsgrubeni Lanzl-kápolna

## Fordítás
- Ez a szócikk részben vagy egészben  az   Ilztal című német Wikipédia-szócikk ezen változatának fordításán alapul.  Az eredeti cikk szerkesztőit annak laptörténete sorolja fel. Ez a jelzés csupán a megfogalmazás eredetét és a szerzői jogokat jelzi, nem szolgál a cikkben szereplő információk forrásmegjelöléseként.